# Exagerare verticală

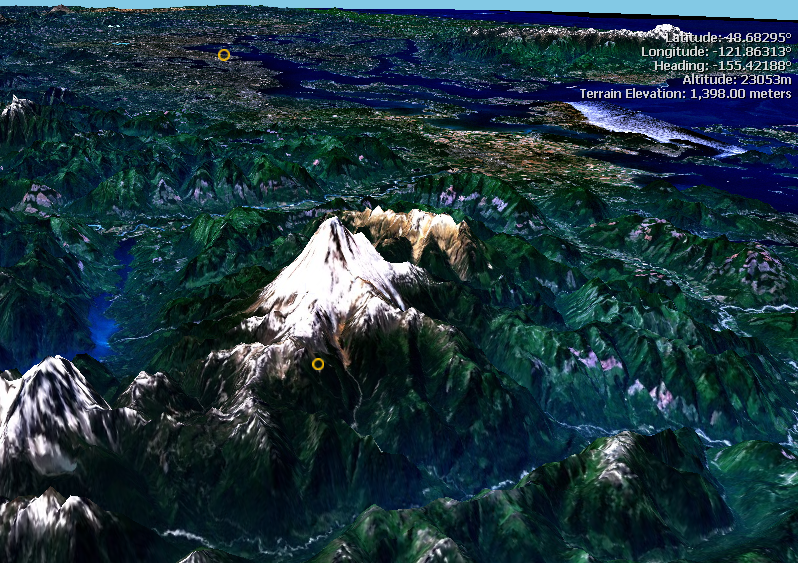
Un munte exagerat vertical. În realitate, terenul ar părea mult mai plat.

Exagerarea verticală (EV) este o scară care se utilizează la realizarea hărților în relief, a planurilor și desenelor tehnice (perspective în secțiune transversală), în scopul de a sublinia caracteristicile verticale, care ar putea fi prea mici pentru a se identifica relativ la scara orizontală.

Exagerarea verticală este calculată cu relația:
{\displaystyle E.V.=\textstyle {\frac {S.O.}{S.V.}}}
unde S.O. este scara orizontală și S.V. este scara verticală.

De exemplu, dacă 1 centimetru reprezintă 200 de metri pe verticală și 1 centimetru reprezintă 4.000 de metri pe orizontală, exagerarea verticală este dată de 4000/200, și este de 20.
Exagerarea verticală este redată ca un număr; de exemplu, de 5x înseamnă că dimensiunile verticale sunt de 5 ori mai mari decât dimensiunile orizontale. În exemplul de mai sus exagerarea este reprezentată ca 20x. O valoare de 1x indică faptul că scările orizontale și verticale sunt identice, și este considerată ca având „nici o exagerare verticală”. Exagerările verticale mai mici de 1 nu sunt comune, dar indică o reducere la scară verticală (sau, echivalent, o exagerare orizontală). În unele cazuri, când exagerarea verticală este prea mare, cititorul hărții poate obține rezultate confuze.